# Семилетка
Семиле́тка — семилетний план развития народного хозяйства СССР (1959—1965), представлявший собой расширенный 6-й пятилетний план (принят в 1959).
Необходимость решения ряда важнейших экономических проблем, выходящих за пределы принятого в 1956 шестого пятилетнего плана, заставили руководство страны принять семилетний план, одобренный XXI съездом КПСС (1959). Главными задачами семилетки провозглашались развитие производительных сил, подъём всех отраслей экономики, значительное повышение уровня жизни населения. Особое внимание уделялось развитию наиболее современных и высокотехнологичных производств. Большие средства выделялись также на реализацию сельскохозяйственной программы семилетки.

## Предпосылки

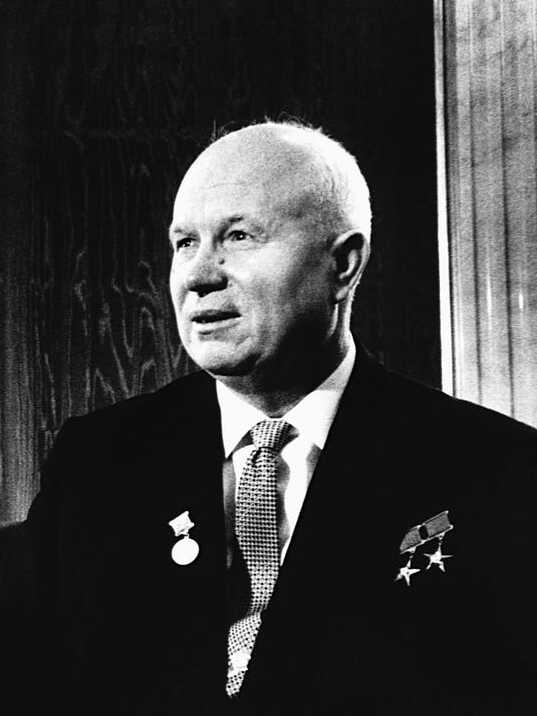
Н. С. Хрущёв. Май 1961 года

Бурный рост экономики во второй половине 1950-х — начале 1960-х годов был характерен для большинства промышленно развитых стран, однако его причины в СССР отличались от таковых в США, Западной Европе и Японии.
1. Значительная часть промышленных предприятий и инфраструктурных объектов, введённых в строй в годы семилетки, были заложены ещё в ходе четвёртой и пятой пятилетки (конец 1940-х — начало 1950-х), направленных на восстановление страны после Великой Отечественной войны.
2. Во второй половине 1950-х годов в трудоспособный возраст вступило многочисленное поколение, родившееся во второй половине 1930-х годов. Это привело, с одной стороны, к резкому росту потребности в строительстве жилья, производстве промышленной продукции и потребительских товаров, с другой — увеличило кадровую базу промышленности.
3. К концу 1950-х годов СССР стал крупной нефтедобывающей страной, увеличение производства нефтепродуктов способствовало развитию транспорта (в середине 1950-х на железных дорогах началась массовая замена паровой тяги на тепловозную) и электроэнергетики.
4. Гонка вооружений в обстановке холодной войны требовала от СССР активного развития ВПК и внедрения передовых решений в таких наукоёмких областях, как ядерная энергетика, авиа- и ракетостроение.
5. Великая Отечественная война и связанные с ней перемещения значительного количества людей увеличили подвижность населения, ускорили урбанизацию. Эвакуация предприятий и учреждений в тыловые районы привела к созданию новых индустриальных центров в Сибири и на Урале, где к середине 1950-х имелась инженерно-научная база для дальнейшего развития промышленности.

## Развитие тяжёлой промышленности
В период 1956-65 гг. («хрущёвская индустриализация») СССР увеличил объём нефтедобычи более чем в два раза за счёт эксплуатации месторождений Урало-Поволжья и (с начала 1960-х) Западной Сибири. Несмотря на то, что в эти годы были введены в эксплуатацию десять новых нефтеперерабатывающих заводов, объёмы нефтедобычи перекрывали потребности экономики и к 1965 г. пятая часть всей нефти направлялась на экспорт. Это обеспечивало СССР деньгами для закупки промышленного оборудования (с 1960 г. — продовольствия) за рубежом.
Увеличение добычи углеводородов привело к бурному развитию в СССР тепловой энергетики, в это время только на территории России было построено полтора десятка крупных ГРЭС и ТЭЦ, в том числе Заинская, Троицкая, Новочеркасская, Конаковская и Киришская, до сих пор входящие в число крупнейших ТЭС России. В эти же годы была построена первая из гигантских гидроэлектростанций Сибири (Братская ГЭС), была запущена первая промышленная Белоярская АЭС.
В связи с гонкой вооружений, важное место советское руководство уделяло развитию металлургии, поэтому в годы хрущёвской индустриализации в стране появился ряд новых предприятий, таких как алюминиевые заводы в Шелехове и Волгограде и комбинат Северсталь.
Особое место в советской экономике того периода занимала химическая промышленность — в 1958 году был выдвинут лозунг «химизации народного хозяйства». Причиной было катастрофическое отставание этой отрасли от западных стран, особенно в части выпуска продукции потребительского назначения (пластмассы, химволокна и др.). Большие ресурсы углеводородного сырья и доходы от экспорта нефти делали возможным закупку в западных странах химического оборудования и технологий, строительство в регионах Урало-Поволжья серии нефтехимических комбинатов. Выявившаяся в начале 1960-х неспособность советского сельского хозяйства обеспечить продовольственную безопасность страны привела к необходимости развития промышленности минеральных удобрений, их производство только за годы собственно семилетки выросло более чем вдвое.

## Производство потребительских товаров

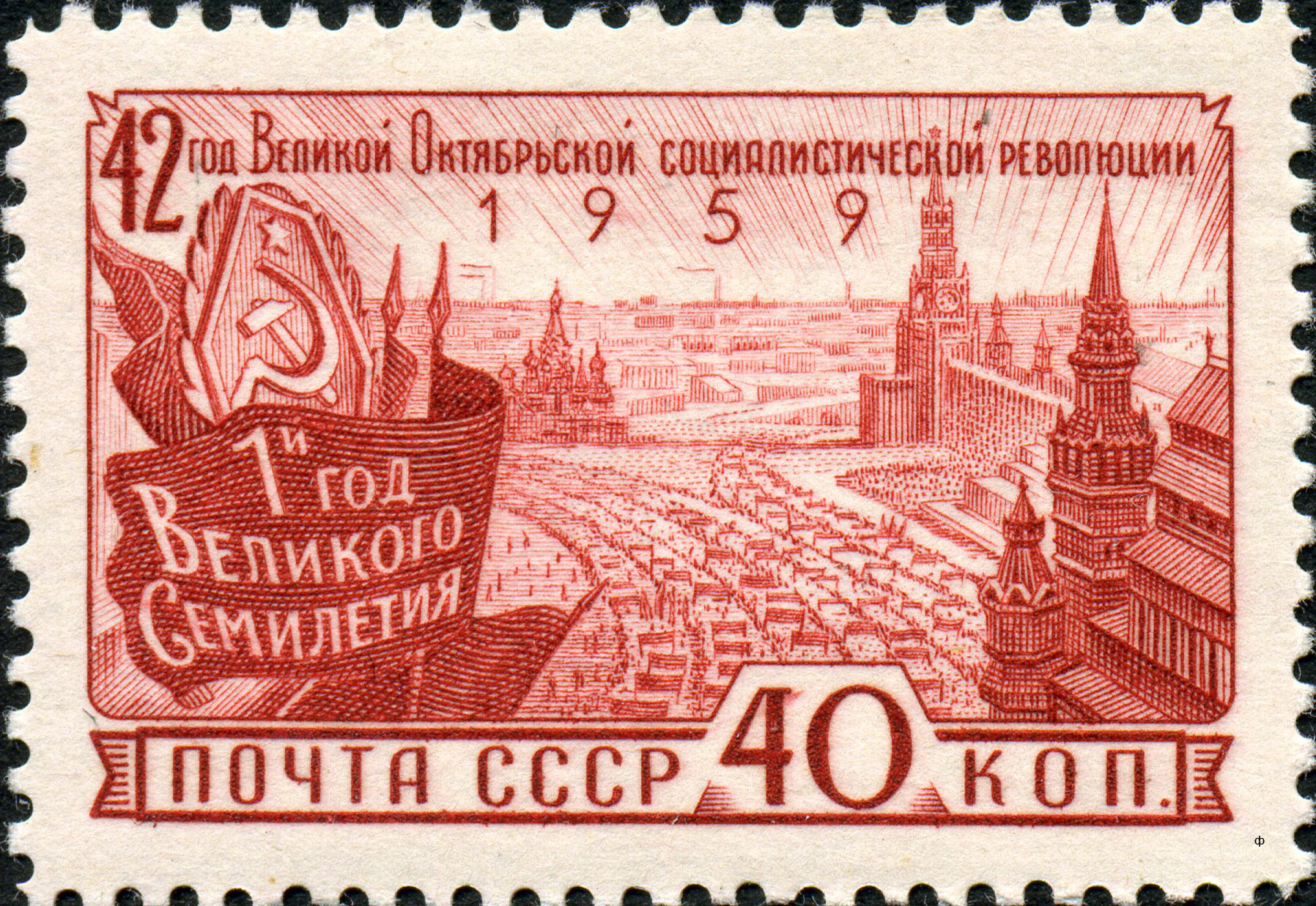
Почтовая марка СССР, 1959 год: 1-й год Великого Семилетия

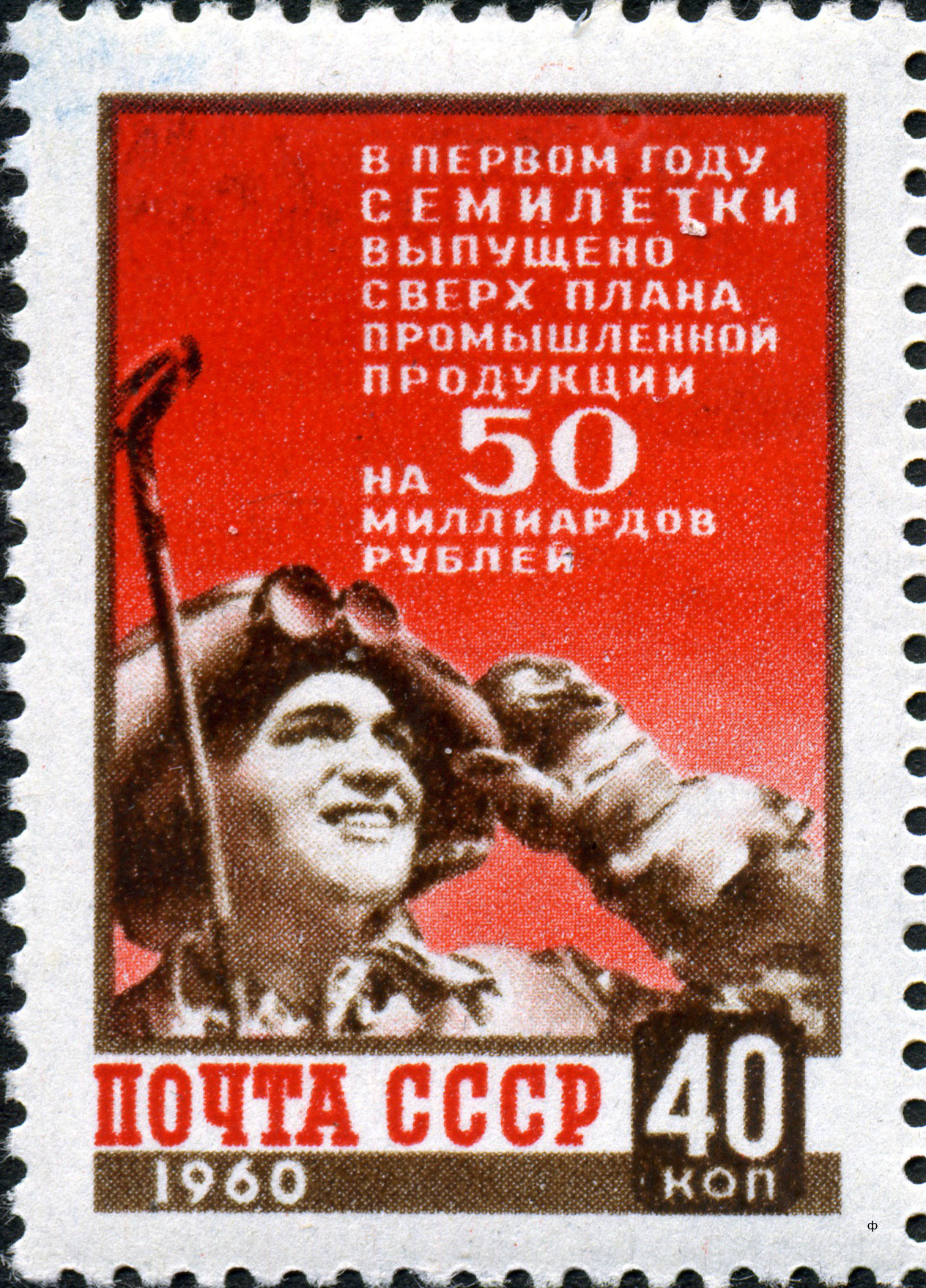
Почтовая марка СССР, 1960 год: итоги первого года семилетки

В силу политических, идеологических и демографических причин, период хрущёвской «оттепели» был первым в истории советской плановой экономики, когда наряду с развитием тяжёлой промышленности предполагалось значительное увеличение производства потребительских товаров и всего, так или иначе связанного с потребностями людей, а не военно-промышленного комплекса и ресурсопотребляющих сырьевых отраслей.
Брошенный лозунг «Догнать и перегнать Америку (по производству …)» косвенно свидетельствовал о признании советским руководством отставания уровня развития экономики от западных стран (хотя в официальной пропаганде они продолжали считаться «загнивающей» и обречённой экономической формацией). Отставание касалось качества питания (душевого потребления важнейших продуктов, прежде всего — мяса), жилищных условий (особенно в сравнении с США), возможности приобрести те или иные товары длительного пользования (бытовая техника и др.), транспортной подвижности (уровень автомобилизации, развитость железнодорожных и авиаперевозок) и т. д.
Хрущёвские годы наиболее известны попытками государства решить жилищную проблему путём развития промышленного домостроения — сооружения микрорайонов из 5- и 9-этажных типовых блочных домов. Снижение себестоимости строительства позволяло увеличить ввод жилья (хрущёвка).
Попытки увеличение выпуска сельхозпродукции в конце 1950-х касались освоения целинных земель, то есть экстенсивного увеличения посевных площадей. В дальнейшем СССР начал закупать за рубежом большие объёмы фуражного зерна, поскольку не имел достаточных кормовых ресурсов для увеличения производства мяса. Решение этой проблемы «своими силами» сначала выражалось в массовом внедрении «районированных» сортов кукурузы (см. Кукурузная кампания), сахарной свёклы и некоторых других культур в районах, непригодных для их выращивания, а с начала 1960-х годов — в увеличении выпуска удобрений и сельхозтехники.
В период 1956—1965 годов в СССР активно развивалось производство легковых автомобилей (ГАЗ-21 «Волга», Москвич-402, Москвич-407 и Москвич-403, ЗАЗ-965 «Запорожец»), объём их выпуска возрос с 97 792 ед. до 201 175 ед. В 1950-1960-е годы в СССР бурно развивалась авиационная промышленность, на базе собственных разработок (в том числе военных) был начат крупносерийный выпуск пассажирских самолётов, в том числе реактивного Ту-104.

## Результаты
Количественные результаты «хрущёвской индустриализации» выглядели солидно: к 1965 национальный доход СССР увеличился на 53 % по сравнению с 1958, производственные фонды выросли на 91 %, продукция промышленности на 84 %, сельского хозяйства на 15 % (вместо запланированных 70 %). Реальные доходы населения выросли на одну треть. Были введены зарплаты и пенсии колхозникам. Частично была решена жилищная проблема.

## Память
- Улица Семилетки существует в населённых пунктах России: Копейск, Тамбов, Чульман, Якутск.
- В Башкортостане имеется посёлок Семилетка.
- В Костанайском районе Костанайской области Казахстана находится село Семилетка.
- В песне В.Высоцкого "Рецидивист" -  В семилетний план поимки хулиганов и бандитов  Я ведь тоже внёс свой очень скромный вклад!
- В песне группы "Коммунизм" - "Мы Америку догоним на советской скорости", посвящённую Хрущёвской эпохе, присутствуют строчки про Семилетний План:

"Были в моде раньше мили –
Счёт иной шагам ведём:
Семимильными ходили,
Семилетними идём"

## Семилетка в филателии
Серия «Досрочно выполним семилетку!» со штемпелем 1959 года.
http://kas.mfvsegei.ru/marka/7-letka.htm
В 1959 году была выпущена серия почтовых марок СССР, посвященных семилетнему плану:

Серия почтовых марок СССР
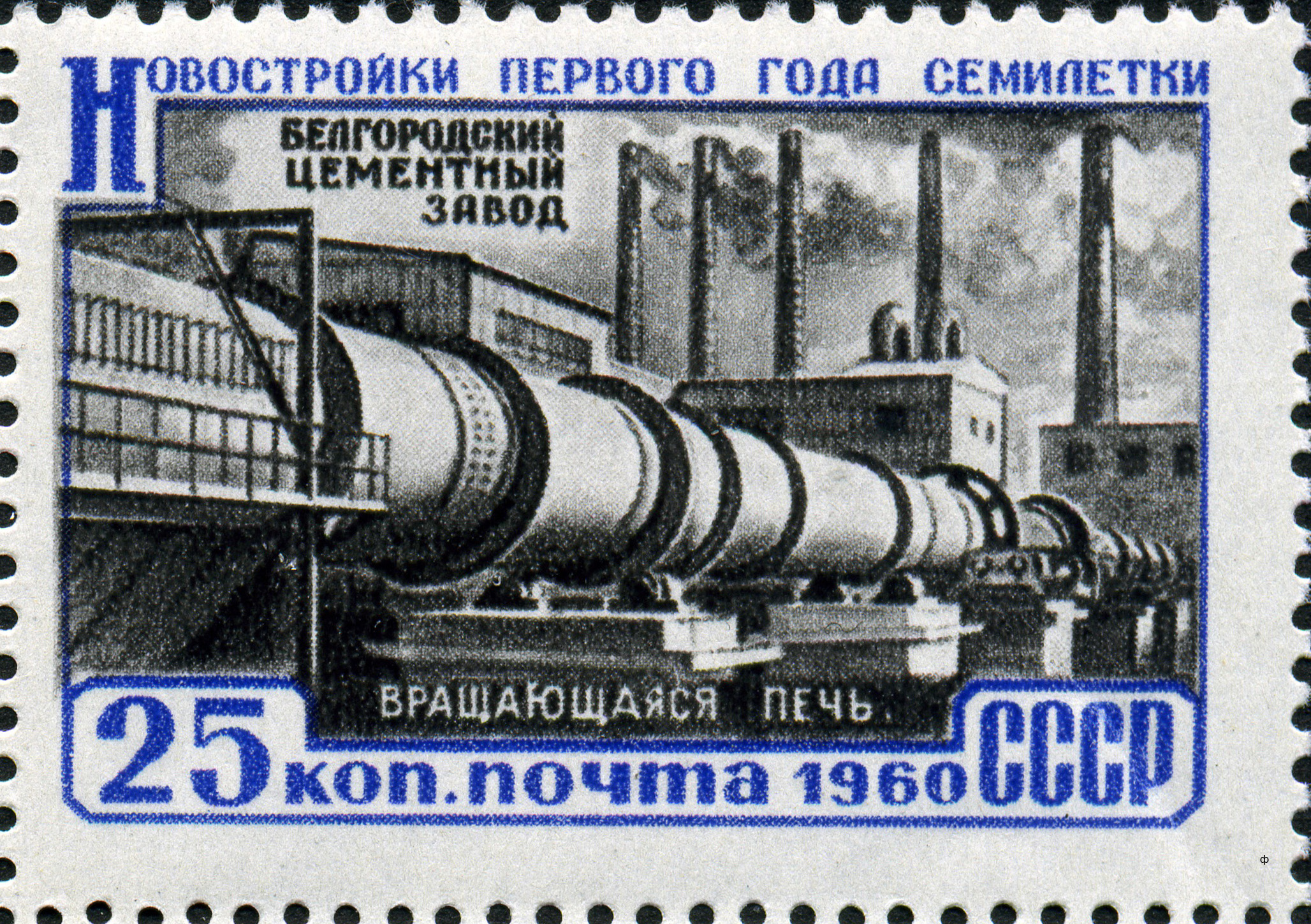
Белгородский цементный завод
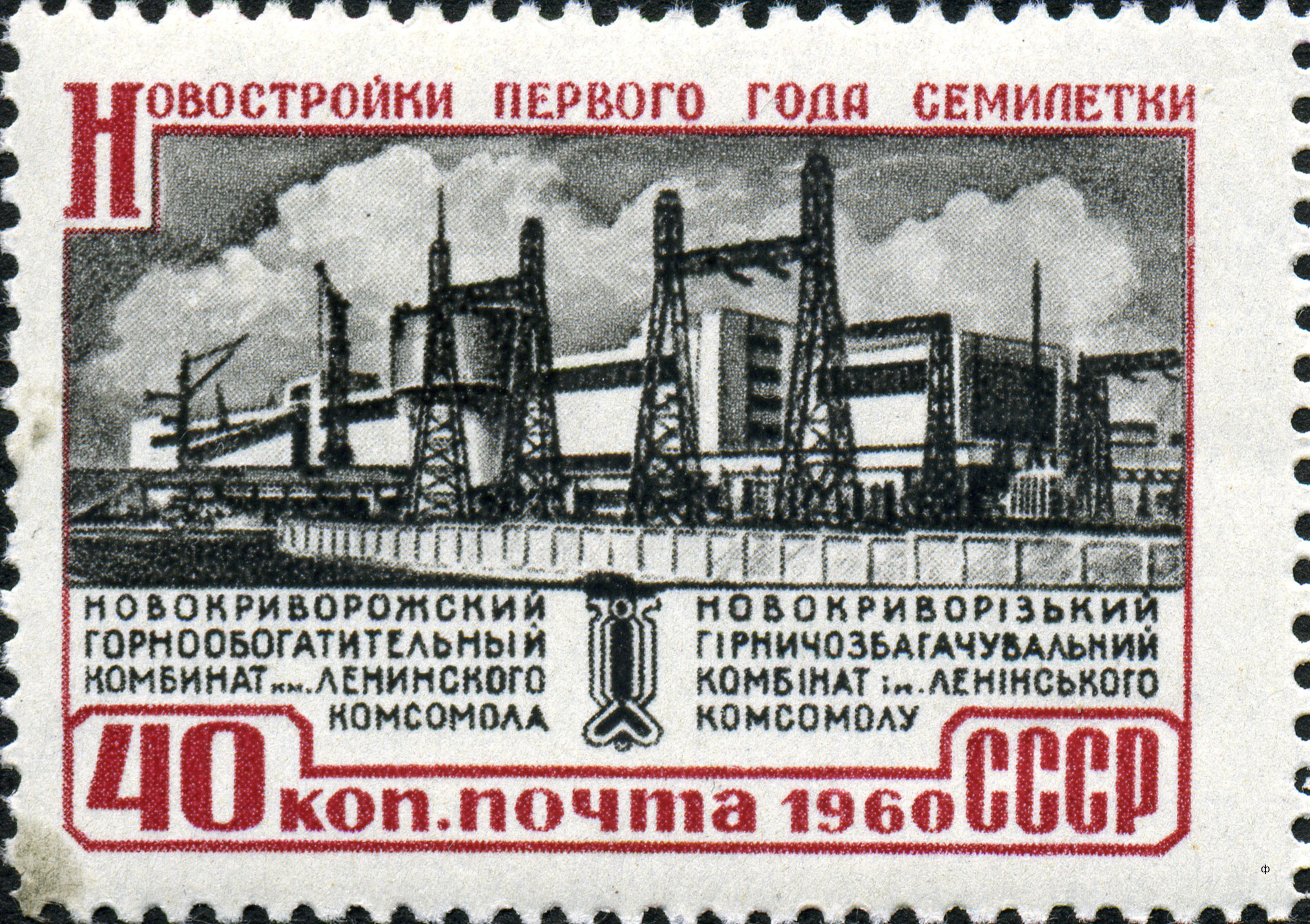
Новокриворожский ГОК им. Ленинского комсомола

- Досрочно выполним семилетку!
- Химическая промышленность
- Жилищное строительство
- Мясо
- Зерно
- Нефть
- Ткани
- Сталь
- Уголь
- Чугун
- Электроэнергия

В 1960 году была выпущена серия почтовых марок СССР, посвящённых новостройкам семилетки:

Серия почтовых марок СССР
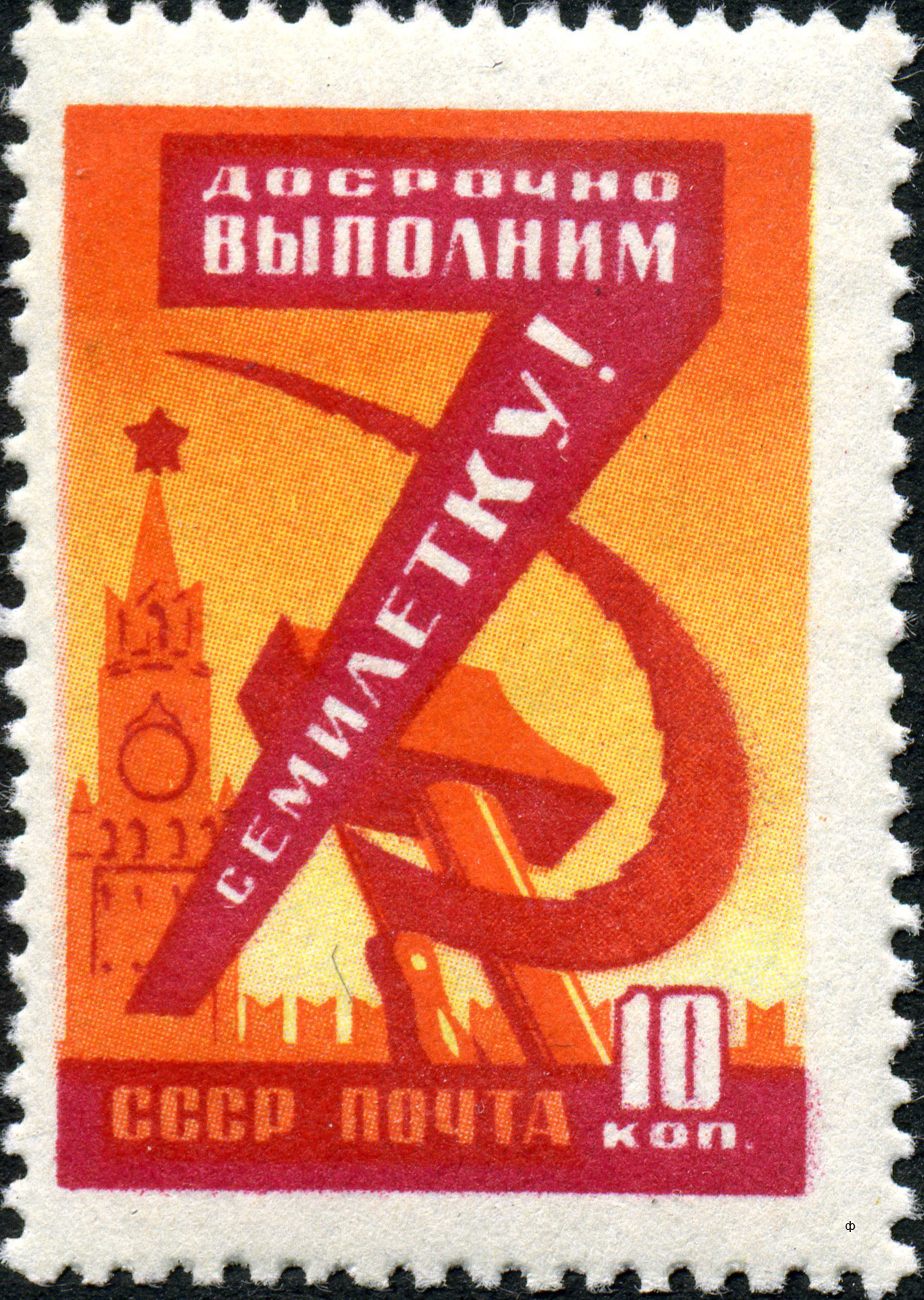
Досрочно выполним семилетку!
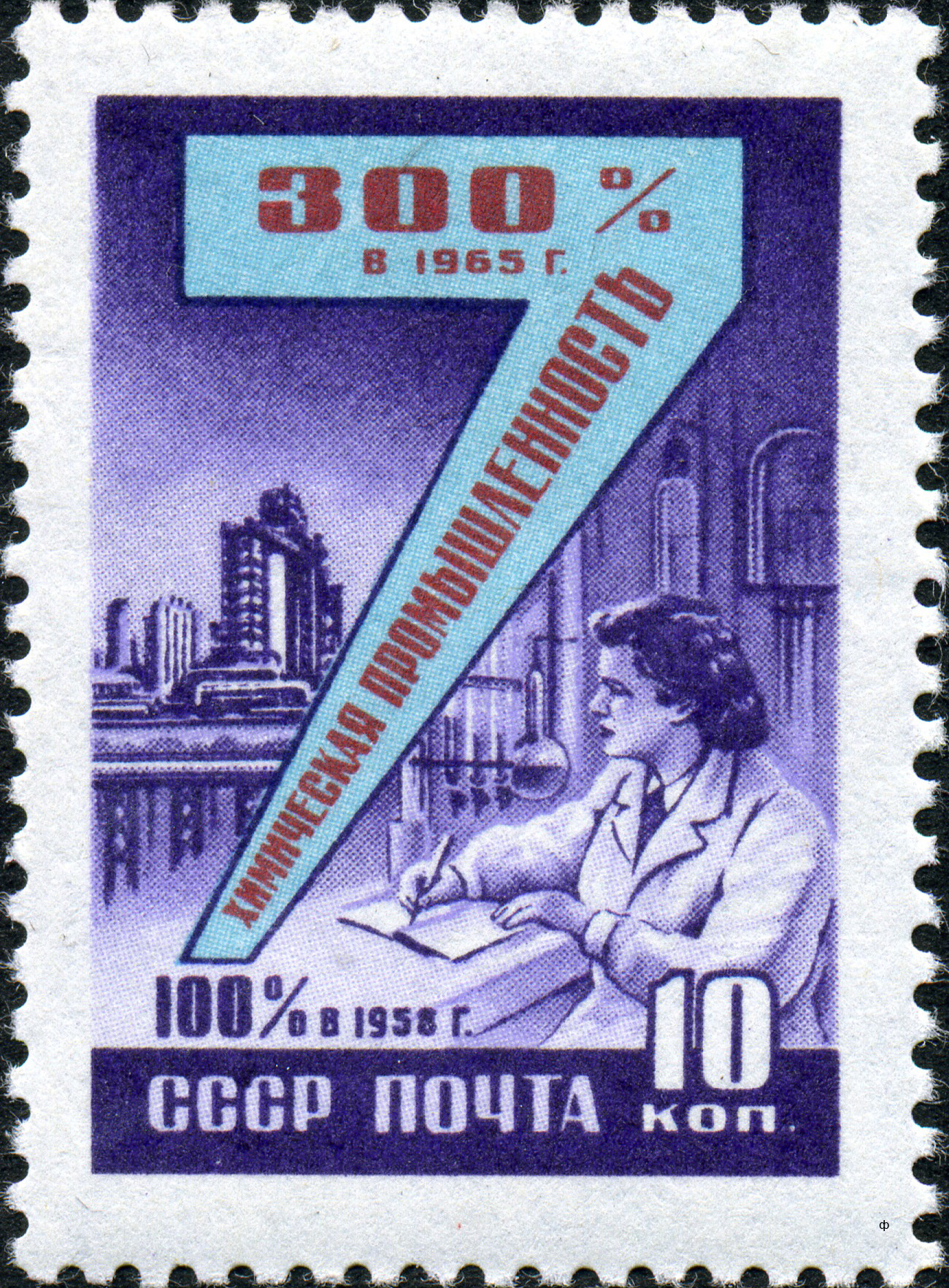
Химическая промышленность
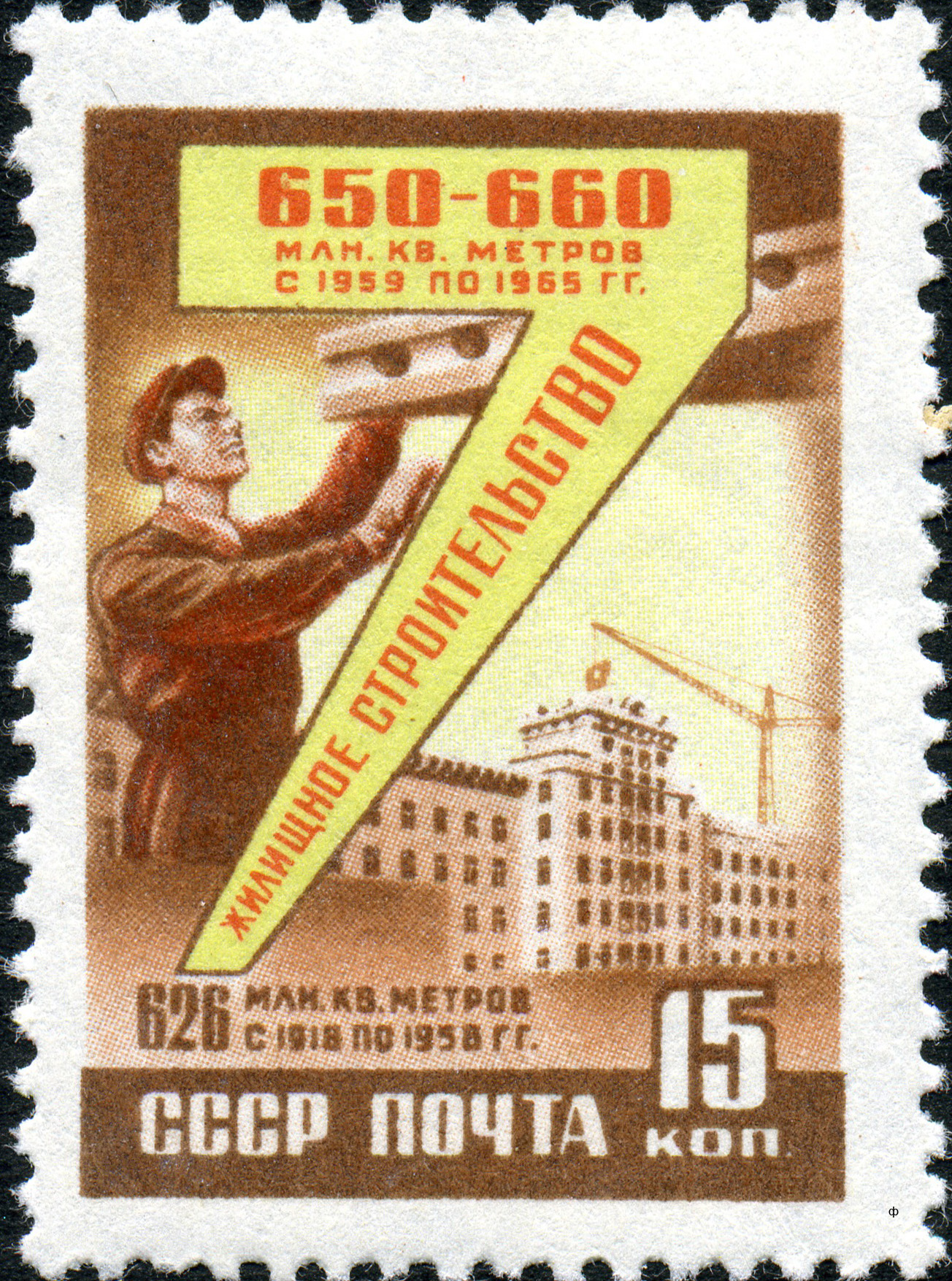
Жилищное строительство
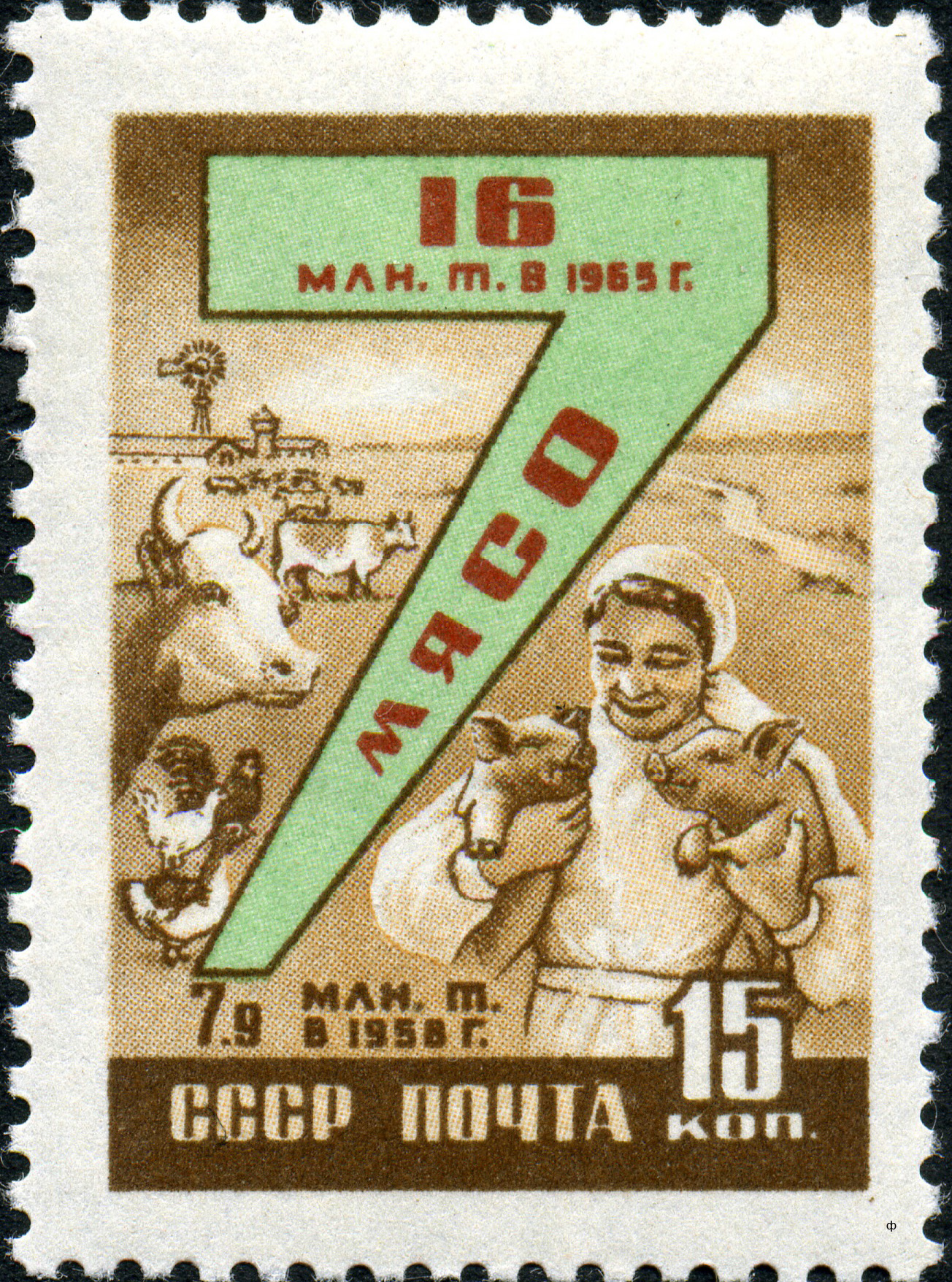
Мясо
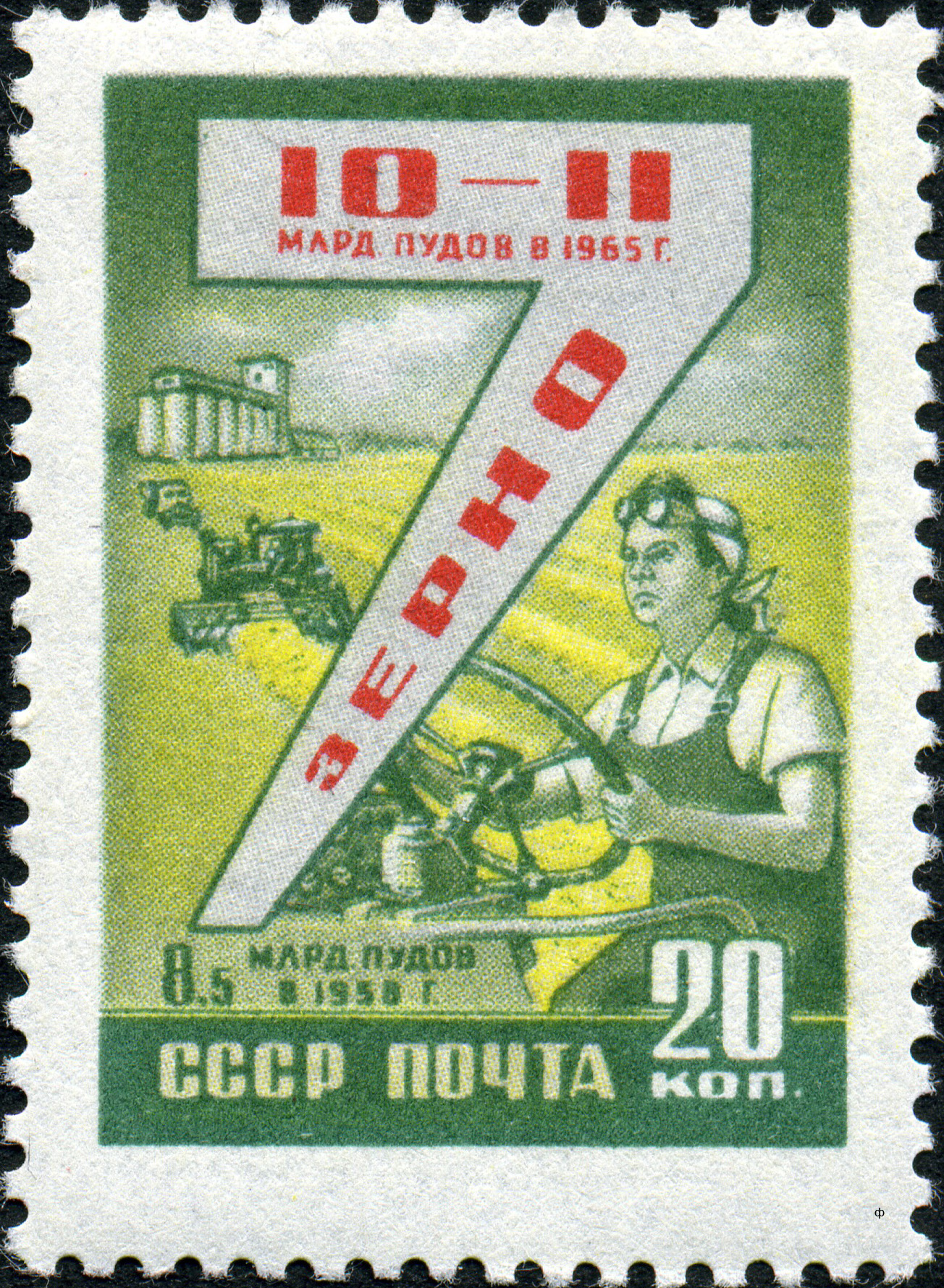
Зерно
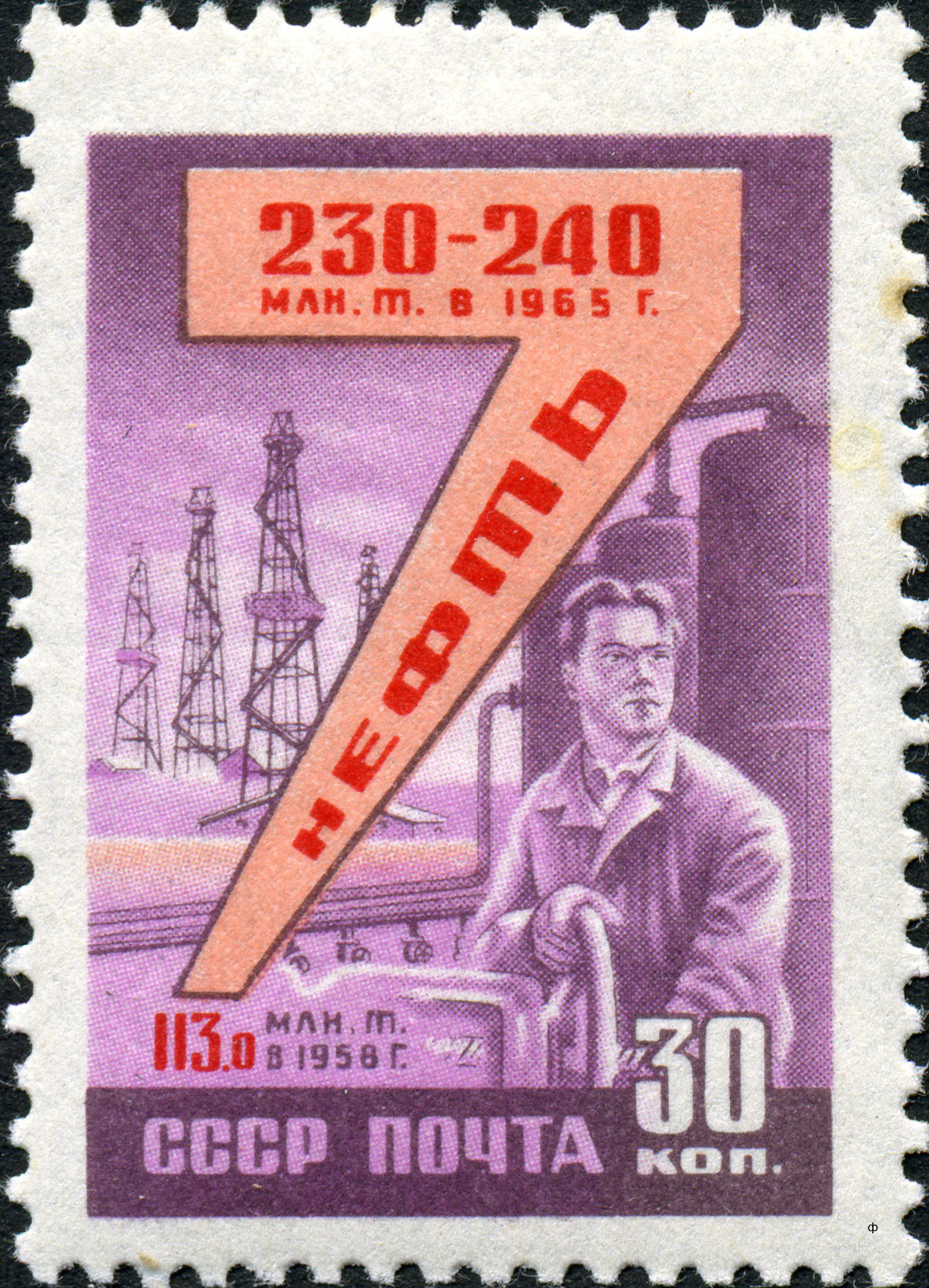
Нефть
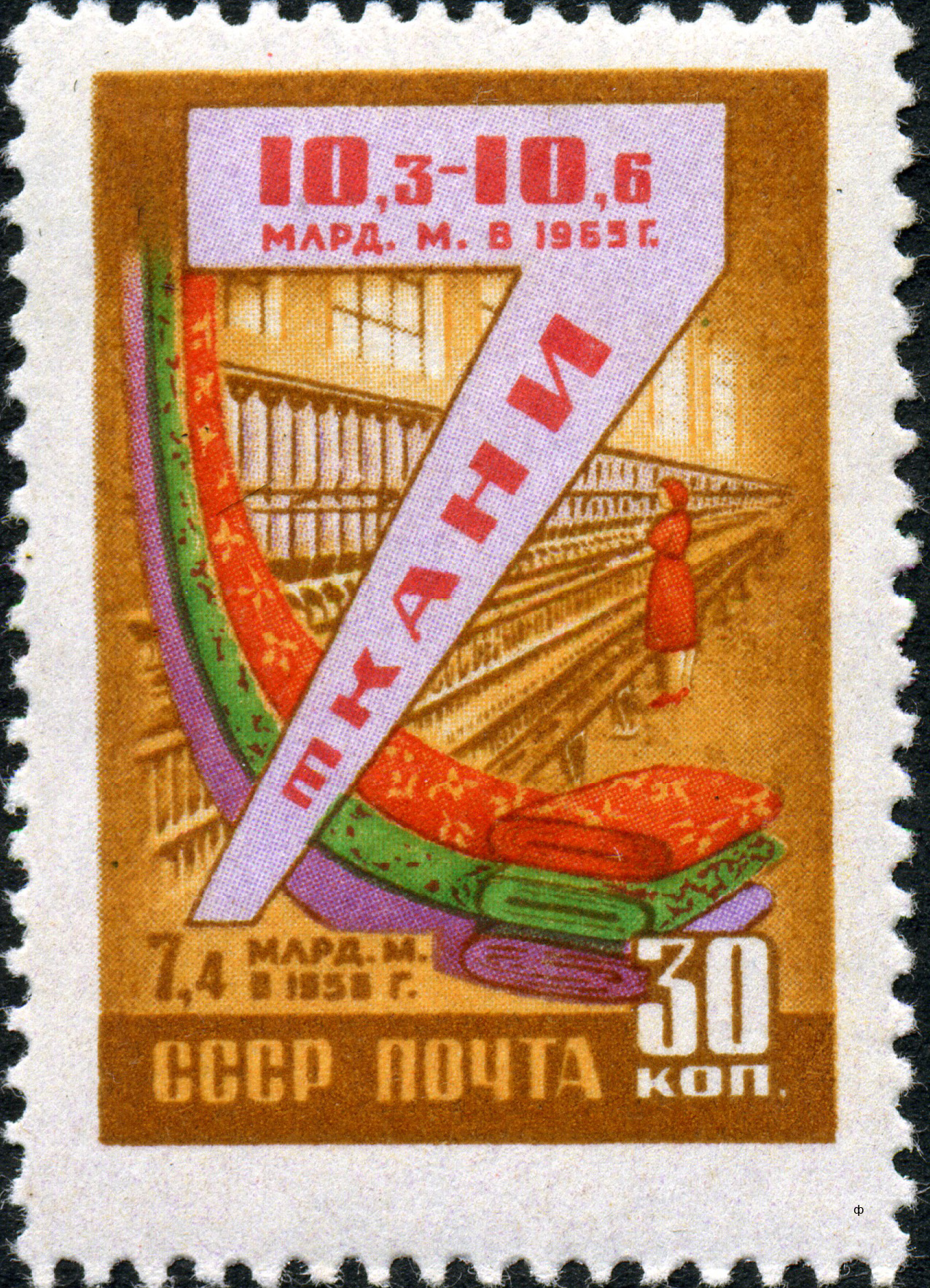
Ткани
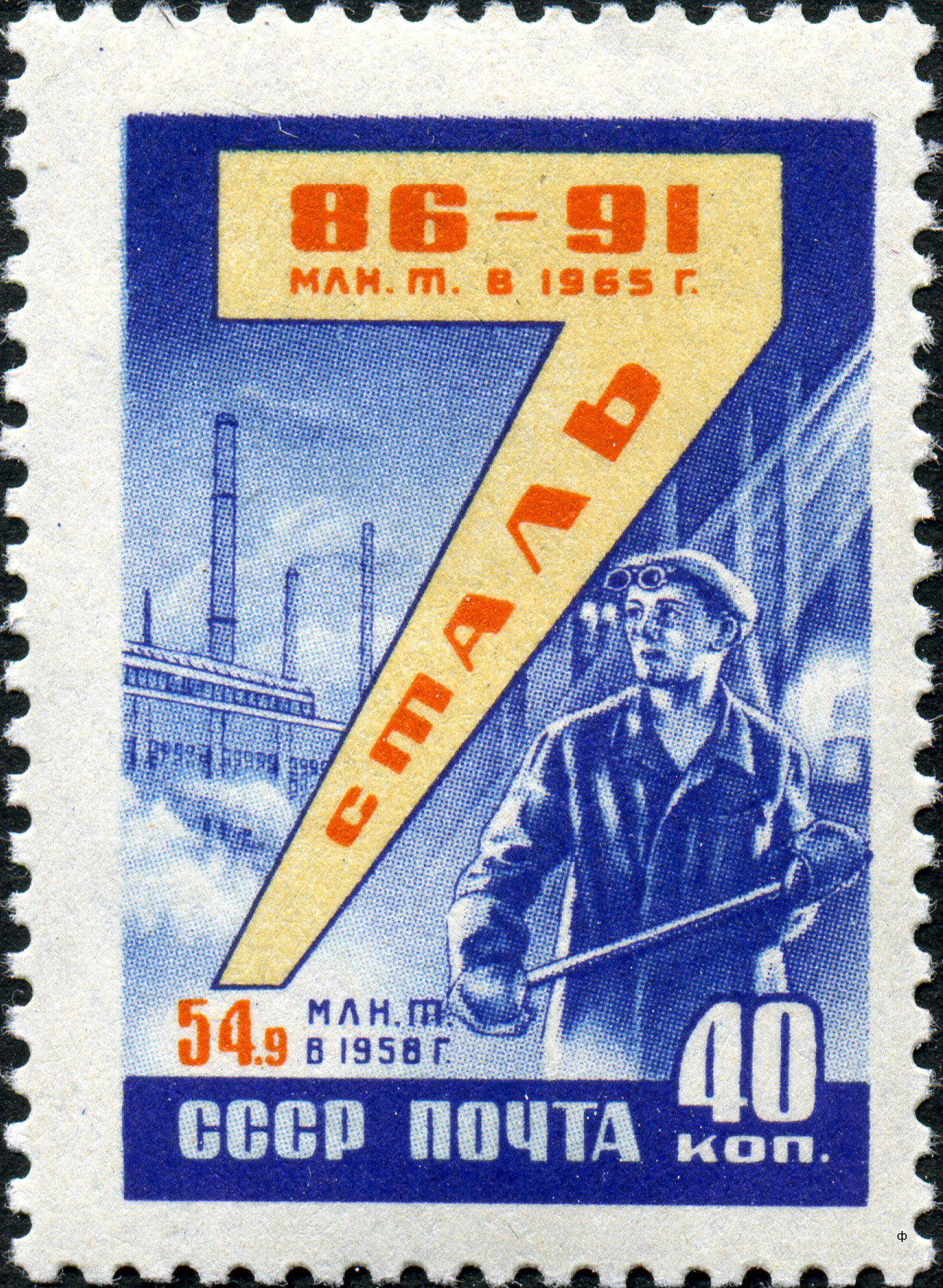
Сталь
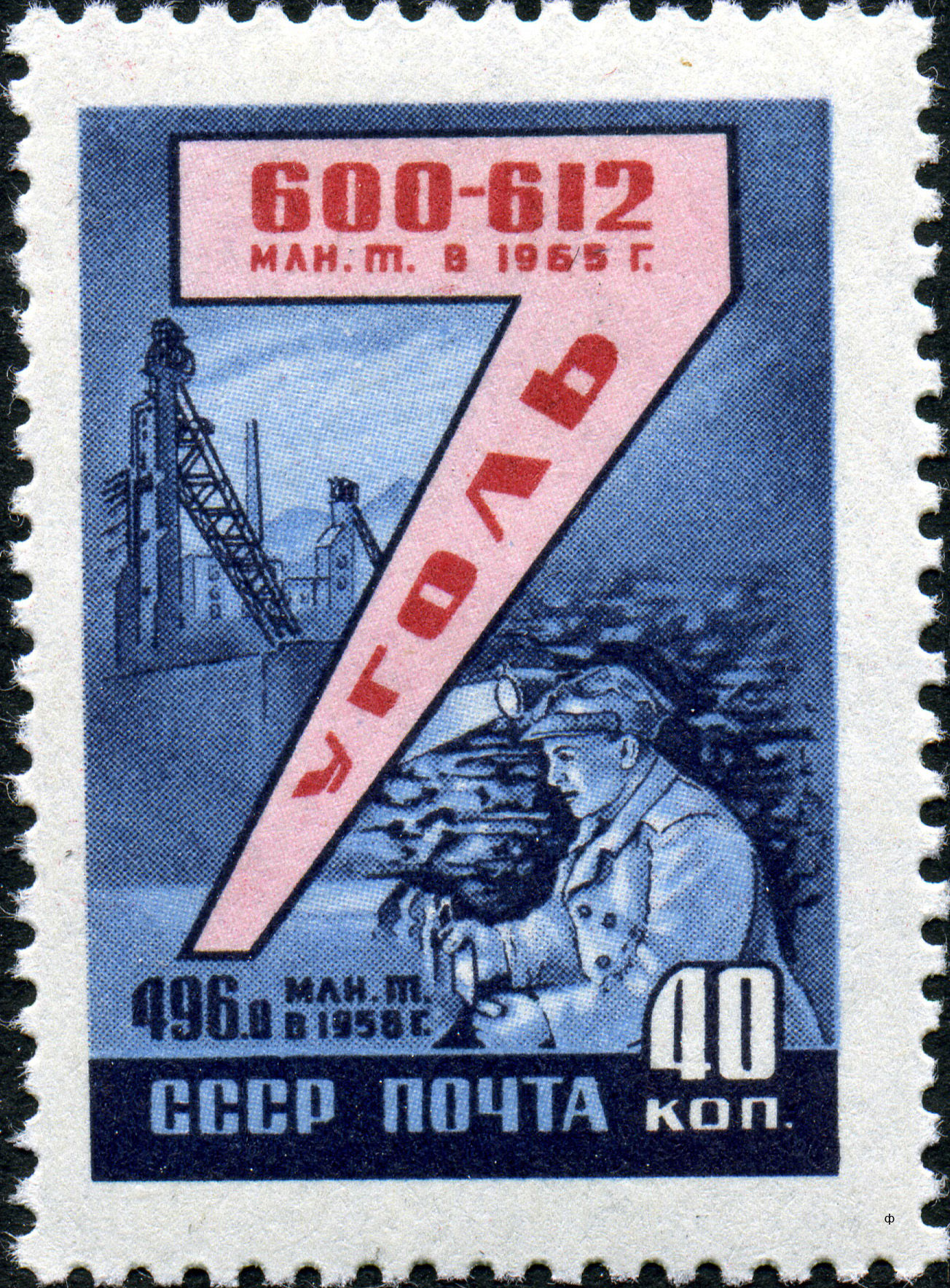
Уголь
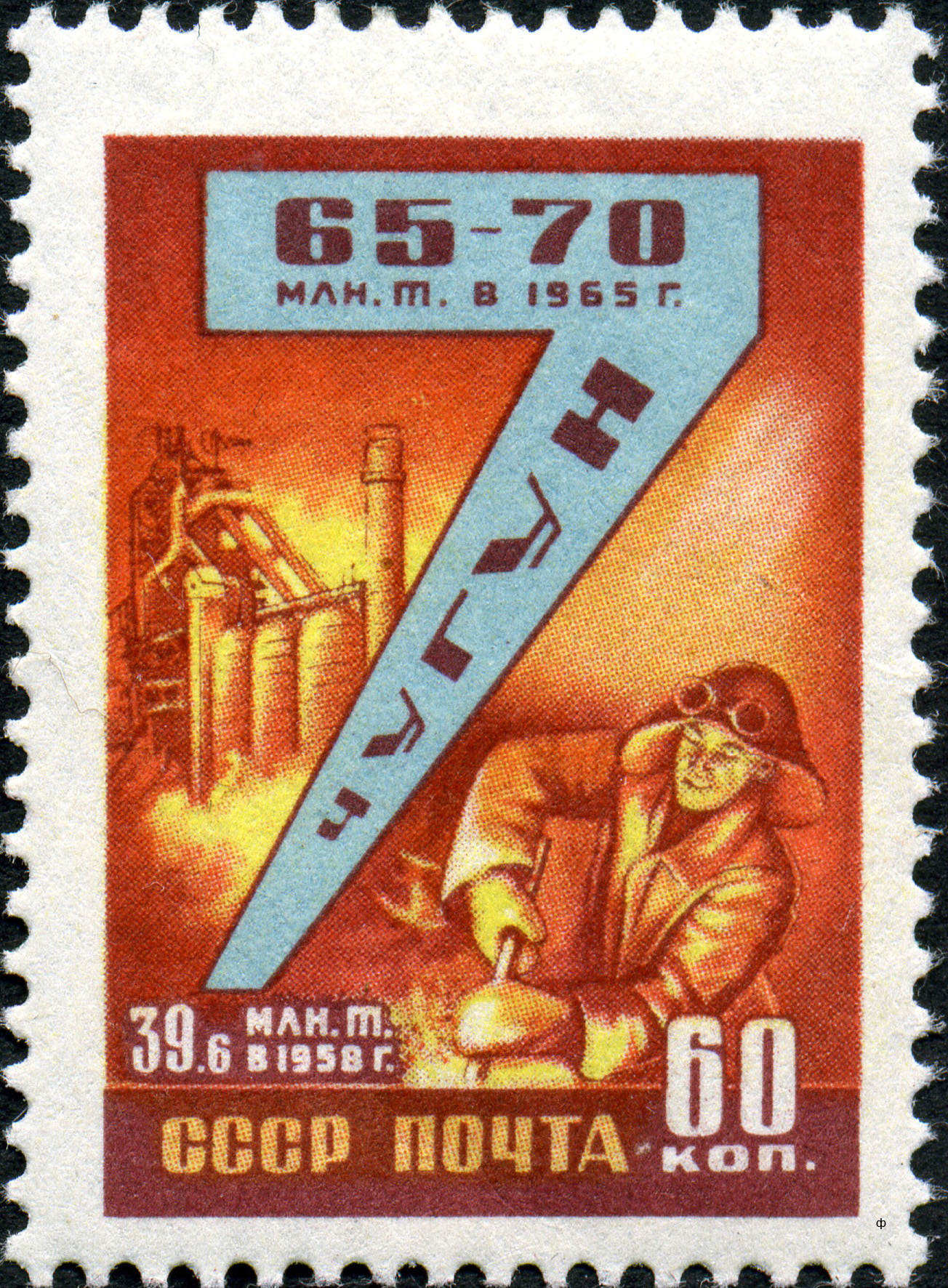
Чугун
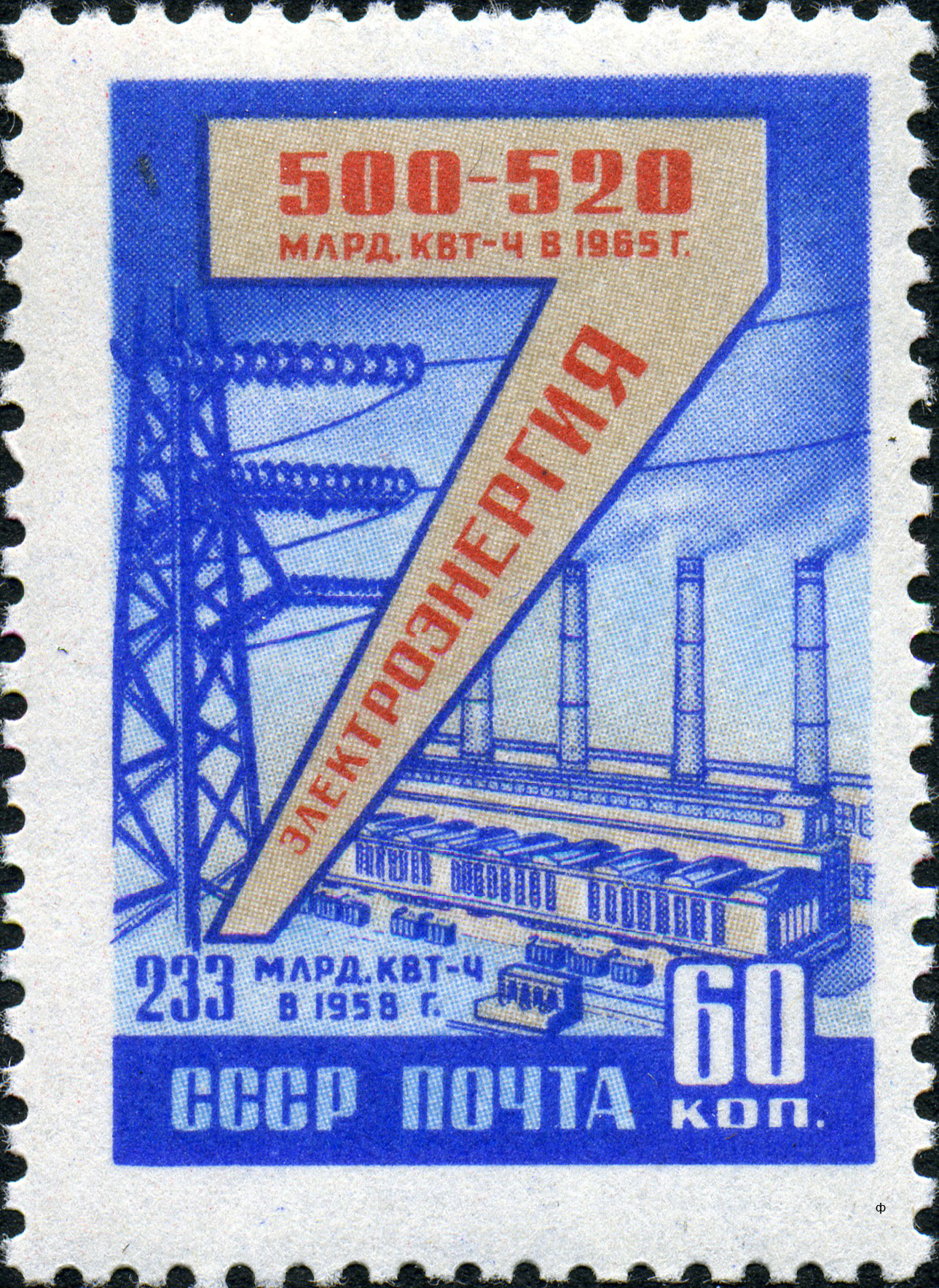
Электроэнергия

- Белгородский цементный завод
- Новокриворожский ГОК им. Ленинского комсомола